# La Revista del Vallès
La Revista del Vallès va ser un setmanari local de la comarca del Vallès Oriental de caràcter generalista. Era la segona publicació local més antiga de tota Catalunya, per darrere del Diari de Vilanova. Editava el 75% dels seus textos en castellà, els d'informació general, i el 25% en català, el suplement interior de cultura i societat.

## Història
La Revista del Vallès nasqué a Granollers el 1940 per la iniciativa d'un grup de joves falangistes d'entre 18 – 20 anys amants del periodisme, però sense experiència en el sector, tret d'un d'ells, Claudi Colomer i Marqués, i amb la motivació de crear el primer setmanari d'informació local del Vallès Oriental de l'època. Van tenir el vistiplau de l'administració per la creació del setmanari donada la ideologia política dels fundadors.
Primer li van donar un nom amb segell falangista, es deia Estilo. L'any 1942 Colomer deixa la direcció de Estilo, i els joves fundadors que es quedaren van canviar-li el nom pel de Vallès amb perspectiva de donar-li un aire més comarcal. Encara que la iconografia segueix portant el jou i les fletxes falangistes. Tot i ser una publicació del moviment del règim, va tenir problemes en dues ocasions per ser molt crítics amb l'administració de la població de Granollers. L'alcalde de Granollers Francesc Camps i Puntàs (alcalde entre 1947-1950) censurà la publicació durant dues setmanes a finals del 1940 per les àrdues crítiques que rebia per part de La Revista del Vallès.
També van estar censurats en l'època de l'apertura del règim franquista el 1975. La Revista del Vallès fou segrestada per les autoritats per escàndol públic amb la publicació d'uns contes que no agradaren gaire a l'administració.
El 1977, durant l'època de la transició, aquests mateixos fundadors van crear una societat limitada anomenada La Revista del Vallès amb el sentiment transformador de passar de premsa del moviment a desvincular-se de l'Estat. A partir d'aquest moment La Revista del Vallès va passar d'una publicació que es nodria bàsicament pel voluntariat a professionalitzar-se. I per primer cop intrueixen el català.
A La Revista del Vallès es diferencien quatre èpoques des dels seus inicis:
- I Època 1940-1942: direcció de Claudi Colomer, època en què el setmanari s'anomena Estilo.[1]
- II Època 1942-1977: Vallès,[1] època en què la publicació forma part de la premsa del moviment franquista.
- III Època 1977-2010: es creà la Societat limitada La Revista del Vallès. Desvinculació del moviment.
- IV Època 2010-actualitat: donat per un canvi de gerència on es remarca el fet de la desvinculació política i per marcar una diferència amb el passat.

L'any 2009 La Revista del Vallès va patir canvis de format deguts a les manques econòmiques que patia la publicació degudes a la crisi econòmica del moment. Van canviar d'impremta i, per tant, de format de la publicació. De format revista de tapa mides 23,5 cm × 33,5 cm, a tot color paper il·lustració d'uns 300 grams laminat brillant, i amb les pàgines interiors també de gran gramatge, passaren a una publicació de format diari però de més resistència donada la seva periodicitat. Les mides eren de 25,7 cm× 33,5 cm. Portada i pàgines interiors a tot color però amb paper format diari de més gramatge.
L'any 1984 va rebre un premi del Departament de Cultura de la Generalitat de Catalunya al reconeixement de la tasca que durant més de 44 anys havia dut a terme en el camp de la cultura i de la informació comarcal.
Arran del descens de la publicitat i la baixada de vendes, i després de tres expedients de regulació d'ocupació, La Revista del Vallès es va publicar per darrer cop el 21 de juny de 2013, després de 73 anys del seu naixement. El 2015, en el procés de liquidació de la societat Tarafa Editora de Publicaciones S.L, propietària de la revista, es va donar a l'Arxiu Municipal de Granollers el fons documental de la revista format per un gran nombre de fotografies, mecanoscrits d'articles i documentació administrativa de tot tipus.

## D'Estilo a La Revista del Vallès
Estilo va ser una publicació que en els seus primer números va ser gratuïta: «Este semanario se reparte gratuitamente a los afiliados a la C.N.S». Des del número 2 al número 14 Estilo va reservar un espai a l'acció catòlica de la ciutat. La ideologia de la publicació va ser totalment clara des de la salutació del primer número:
| « | Brazo en alto, ante el Caudillo, invicto de España y ante una juventud heroica que supo dar su vida en las trincheras o en la retaguardia roja, para que nosotros gozáramos de un mañana mejor, justo, humano y tradicional, el semanario ESTILO de F.E.T. y de las J.O.N.S. se lanza a la tarea Nadie crea que este semanario será para la Falange vallesana un remanso, una válvula, un derivativo que suplante y sustituya el empuje y la combatividad falangistas, el coraje y la acción revolucionarias, por una actitud blanda, tolerante y verbalista; no, muy al contrario, ESTILO dará a nuestros camaradas el bagaje ideológico necesario, la base ideológico necesario, la base suficiente, para que ante cualquier coyuntura y momento puedan atacar con éxito al derrotismo, a la incomprensión y al desconocimiento que quieren socavar nuestros postulados y nuestra doctrina revolucionaria | » |

Després del número 74, el 22 de febrer de 1942, Estilo canvià de títol, però no d'estil. Hi havia hagut unes consignes polítiques del partit únic sobre els noms dels periòdics de la Falange i s'hagué de canviar. Tot i que no canviar de format, ni el cos de la redacció ni el contingut, i que es continuà la numeració d'Estilo formalment va ser un periòdic nou. El 1977 es decidí fer de la publicació una Societat Limitada per tal d'evitar qualsevol tipus de represàlia per part del nou govern de l'Estat envers la premsa que havia estat del moviment. Des de la fi del franquisme va ser una publicació local totalment desvinculada de cap tipus d'ideologia política.

## Presidents i directors
- Claudi Colomer Marques 1940-1942, president i director
- Carlos Font Llopart 1942-1962, president
- Francisco Llobet Arnan 1962-1979, president
- Ramon Sobrevia Coll 1979- 1989, president
- Pedro Vilaplana Riera 1983, president
- Roberto Giménez Gracia 1983-2012 director

## Temàtica
- I Època 1940-1942: Estilo. Articles d'ideologia falangista i nacional-catòlica. Informacions locals i comarcals.
- II Època 1942-1977: Vallès. Informacions locals i comarcals. Articles d'ideologia falangista i franquista. Secció d'esports amb números setmanals dedicats íntegrament al tema. Cartellera d'espectacles i crítica de cinema, teatre, televisió, religió i tot el que es presentava. Poesia, art, història i cultura del Vallès Oriental.
- III Època 1977-2010 i IV Època 2010-2013: La Revista del Vallès. Informacions de Granollers i el Vallès Oriental. Informacions esportives, culturals, polítiques, municipals, d'espectacles i temes diversos que afectin la comarca i la ciutat de Granollers.

Des dels seus inicis fou una publicació local amb temes locals i d'ideologia falangista i de suport del règim. El 1951 la publicació se centrà en la ciutat de Granollers. Tractaven temes de política comarcal, successos, societat, cultura, i espais d'opinió pels lectors i col·laboradors, agenda cultural. Hi havia espais per anunciar esdeveniments personals com aniversaris, casaments, batejos o esqueles, cartellera, esports, món del motor, economia i anuncis classificats de guia immobiliària i ofertes de treball. Cal dir que, tot i néixer com premsa del moviment, La Revista del Vallès canvià de terç durant la transició, convertint-se en la publicació de referència local més important del Vallés Oriental, sense incidir especialment en cap mena de tendència política.

## Suplements
Fins a l'any 2008 es publicaven tres números extraordinaris cada any. Eren monogràfics que tractaven sobre la festa de l'Ascensió, la Festa Major de Granollers o Nadal. S'editaven en paper de qualitat. En total 204 monogràfics en 68 anys de publicació.
També cal ressenyar que en cada número en les pàgines centrals es trobava un suplement dedicat a temes de societat i cultura. La Revista del Vallès era més coneguda com a Vallès, de manera que el suplement l'havien volgut diferenciar com a La Revista.
Entre els anys 2005 i 2008 La Revista del Vallés oferí la borsa laboral comarcal més completa de tota Catalunya. L'any 2005 es van publicar 6017 ofertes de treball, l'any 2007 més de 10.000. Cada setmana oferien entre 200 i 300 llocs de treball. A la fi la borsa de treball s'havia reduït a uns deu anuncis de mitjana per setmana. Cada pàgina suposava 800 euros d'ingressos per anuncis. I van passar de 14 a 15 pàgines a mitja en els darrers anys.

## Llengua
La Revista del Vallès utilitzava indistintament els dos idiomes, català i castellà amb una preponderància del castellà de 75%. Els continguts d'informació general s'escrivien en castellà, i el suplement La Revista en català. Aquesta proporció es normalitzà als anys 1990.

## Finançament
La Revista del Vallés no rebia cap mena de subvenció de la Generalitat, era una publicació privada i l'única subvenció possible era per editar-se 100% en català, però com no era el cas no en rebia cap. La font principal d'ingressos era per publicitat i per la venda del producte. La publicació tenia una tirada de 8000 exemplars setmanals, però segons el Baròmetre de la Comunicació i la Cultura, el FUNDAAC, fundació que estudia les audiències dels mitjans de comunicació i els consums culturals en els territoris de parla catalana, tenia una mitjana de lectors de 67.000.